# Cheomseongdae
Cheomseongdae  (hangul = 첨성대, hanja = 瞻星臺) är ett antikt

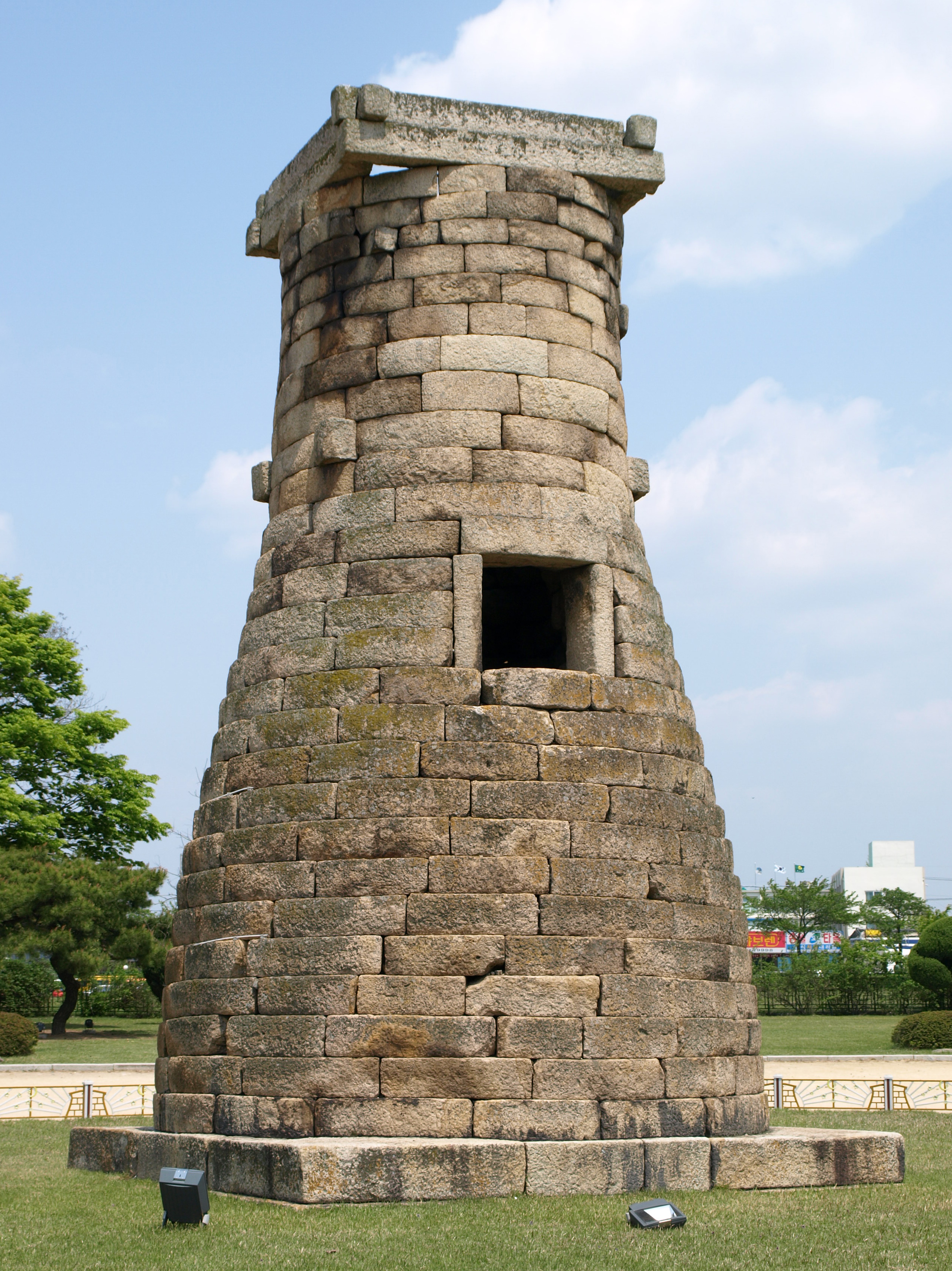
Cheomseongdae

astronomisk observatorium i Gyeongju i Sydkorea. Cheomseongdae betyder tornet för stjärnobservationer på koreanska. Cheomseongdae är ett av Ostasiens äldsta fortfarande existerande observatorier i sitt slag och en av de äldsta vetenskapliga installationerna i världen. Den daterar sig tillbaka till 600-talet och till kungadömet Silla och dess huvudstad som låg i Gyeongju. Cheomseongdae klassificerades som landets nationalskatt nr. 31 den 20 december 1962.

## Bakgrund
Enligt Samguk Yusa konstruerades Cheomseongdae under Drottning Seondeok (632-647) nära kungadömets huvudstad. Tornet består av 362 bitar av granit som anses föreställa månkalenderns 362 dygn. Vissa undersökningar av tornet har funnit att det finns 366 stenblock. Det består av 27 cirkulära lager med stenar (en del menar att detta anspelar på att Drottning Seondeok ansågs vara den 27:e härskaren av Silla) runt en fyrkantig kärnstruktur. Tolv av lagrena är nedanför fönstret och tolv finns ovanför.
Tornet är 5,7 meter i diameter vid foten och 9,4 meter högt och fyllt med jord upp till fönsternivån. Konstruktionsmetoden är densamma som för templet Bunhwangsa i Gyeongju.
Somliga menar att Cheomseongdae inte var avsett för astronomiska observationer. Andra anser att tornet användes till astrologiska utsagor och ej för astronomi, även om det i samtiden var liten skillnad mellan dem.
Vissa vetenskapsmän menar att Cheomsongdaes utseende var starkt influerat av buddhismen och visar på likheter med Meruberget, som är världens centrum enligt buddhistisk mytologi.